# Koziebrody (gmina)
Koziebrody – dawna gmina wiejska istniejąca do 1954 roku w woj. warszawskim. Siedzibą władz gminy były Koziebrody.
W okresie międzywojennym gmina Koziebrody należała do powiatu sierpeckiego w woj. warszawskim. Po wojnie gmina zachowała przynależność administracyjną. Według stanu z 1 lipca 1952 roku gmina składała się z 21 gromad.
Gminę zniesiono 29 września 1954 roku wraz z reformą wprowadzającą gromady w miejsce gmin. Jednostki nie przywrócono 1 stycznia 1973 roku po reaktywowaniu gmin, a jej dawny obszar wszedł głównie w skład gmin Raciąż, Zawidz i Siemiątkowo Koziebrodzkie.